# Azione termoregolatrice del mare
L'azione termoregolatrice del mare è un processo che si instaura nelle zone in prossimità della costa. 
A causa della sua enorme massa d'acqua, e quindi della sua altissima capacità termica, il mare cambia la sua temperatura in modo molto più lento rispetto alla terra emersa. Questo meccanismo genera una differenza di temperatura tra il mare e la terra che provoca uno scambio di calore tra questi, così che d'estate il mare (più freddo della terra) assorbe spontaneamente calore dalla terra vicina e d'inverno lo rilascia gradualmente.
La conseguenza di questo fenomeno è che gli ambienti circostanti al mare, e in generale ai grandi specchi d'acqua, hanno un clima più mite con minore escursione termica annuale: meno afoso d'estate e leggermente più caldo in inverno. 
Un esempio di questo fenomeno è ben rappresentato dal mar Mediterraneo. Questo mare, essendo chiuso (ovvero comunica con gli oceani attraverso aperture poco ampie e poco profonde), è perciò composto da acque tiepide. Esse, rilasciando lentamente il calore assorbito con il riscaldamento solare, addolciscono il clima delle regioni che vi si affacciano, che è così molto gradevole: in estate l'aria è secca e calda, ma ventilata; in inverno è fredda ma mai gelida. L'escursione termica risulterà quindi poco elevata, grazie al mare che attenua gli sbalzi di temperatura. 